# Michaël Llodra
Michaël Llodra, né le 18 mai 1980 à Paris, est un joueur de tennis français, professionnel de 1999 à 2014.
Il a atteint la vingt-et-unième place mondiale du classement technique ATP en simple le 9 mai 2011 ainsi que la troisième place mondiale en double en novembre de la même année.
Michaël Llodra a remporté au cours de sa carrière cinq titres ATP en simple et vingt-six titres en double messieurs, dont trois tournois du Grand Chelem (l'Open d'Australie en 2003 et 2004, Wimbledon en 2007), trois Masters 1000 et une Masters Cup. Il a perdu par ailleurs vingt-sept autres finales sur le circuit principal (cinq en simple et vingt-deux en double messieurs). Gaucher pratiquant le jeu de service-volée et spécialiste du double, il dispose dans ce domaine du meilleur palmarès français en nombre de titres obtenus en Grand Chelem et en Masters 1000, à égalité avec Fabrice Santoro. Il a fait partie de l'équipe de France de Coupe Davis, avec laquelle il a participé à une finale en 2010. Associé à Jo-Wilfried Tsonga, il remporte la médaille d'argent en double lors des Jeux olympiques de Londres en 2012.
Il est également ambassadeur du tournoi de Bordeaux organisé depuis 2008 à la Villa Primrose, club dont il a porté les couleurs lors des championnats de France par équipe et qu'il a remporté en 2011.

## Biographie
Fils de Michel Llodra, un ancien joueur de football professionnel du Paris-Saint-Germain, Michaël Llodra commence le tennis très tôt dans son enfance au TC Chatou dans les Yvelines et devient un espoir du tennis français. Il réside à Bordeaux avec sa femme, Camille, et ses trois enfants, Manon née en 2004, Théo né en 2007 et Louise, née en 2012.

### Jeunes années et carrière junior
Michaël Llodra intègre un institut de sport-étude dans le Sud de la France. Tout le prédestine à une carrière professionnelle mais, en 1998, alors qu'il n'est âgé que de dix-huit ans, il se fait renvoyer de l'institut de sport-études par Georges Deniau pour un comportement incorrect (bris de raquettes, insultes envers des arbitres, etc.).
Michaël Llodra n'accepte pas cette décision et se dit « défait » par une telle sanction. Ses parents décident alors de l'envoyer de force effectuer une tournée de tournois dans les pays de l'Est de l'Europe. Cette tournée aura un effet positif sur le jeune joueur qui remportera deux tournois Futures en l'espace d'un mois. Il suivra par la suite une carrière tennistique de haut niveau en simple et de succès en double.

### Carrière professionnelle
En tant que joueur de double, il a remporté à deux reprises (2003, 2004) l'Open d'Australie, associé à Fabrice Santoro, ainsi que le tournoi de Wimbledon (2007) associé à Arnaud Clément. Il a fait partie de l'équipe de France de Coupe Davis. Le 19 novembre 2005, il remporte le Masters en double aux côtés de Fabrice Santoro en battant en finale le Serbe Nenad Zimonjić et l'Indien Leander Paes. En demi-finale 2002 du double de l'Open d'Australie il tue un oiseau sur coup droit.
En simple, il a remporté cinq titres au cours de sa carrière : deux tournois en 2010, deux tournois au début de l'année 2008 après celui de Rosmalen en 2004.
Il remporte le premier tournoi de l'année 2008, celui d'Adélaïde face au Finlandais Jarkko Nieminen en finale. Le 24 février 2008, il remporte le tournoi de Rotterdam en battant le Suédois Robin Söderling en finale. Aux Internationaux de France de tennis 2008, il atteint les huitièmes de finale, où il est sorti par le Letton Ernests Gulbis. Cela lui permet d'atteindre la 34e place mondiale. La suite de sa saison est plus décevante puisqu'il ne parvient pas à avoir de résultat notable en tournoi.
Toutefois en toute fin de saison, il atteint la finale du Masters France face à Gilles Simon qu'il abandonne en raison d'une douleur au bras gauche. Il termine l'année 2008 à la 38e place mondiale ce qui est relativement décevant étant donné son excellent début de saison. Il finit l'année no 2 français en 2004.
En 2009, il atteint la finale de l'Open 13 qu'il perd face à Jo-Wilfried Tsonga, dépassant pour la première fois le premier tour lors d'un tournoi français hors Roland-Garros. À Wimbledon il abandonne au 2e tour après avoir chuté sur une ramasseuse de balles. En fin de saison il atteint la finale du tournoi de Lyon qu'il perd contre Ivan Ljubičić.

#### 2010

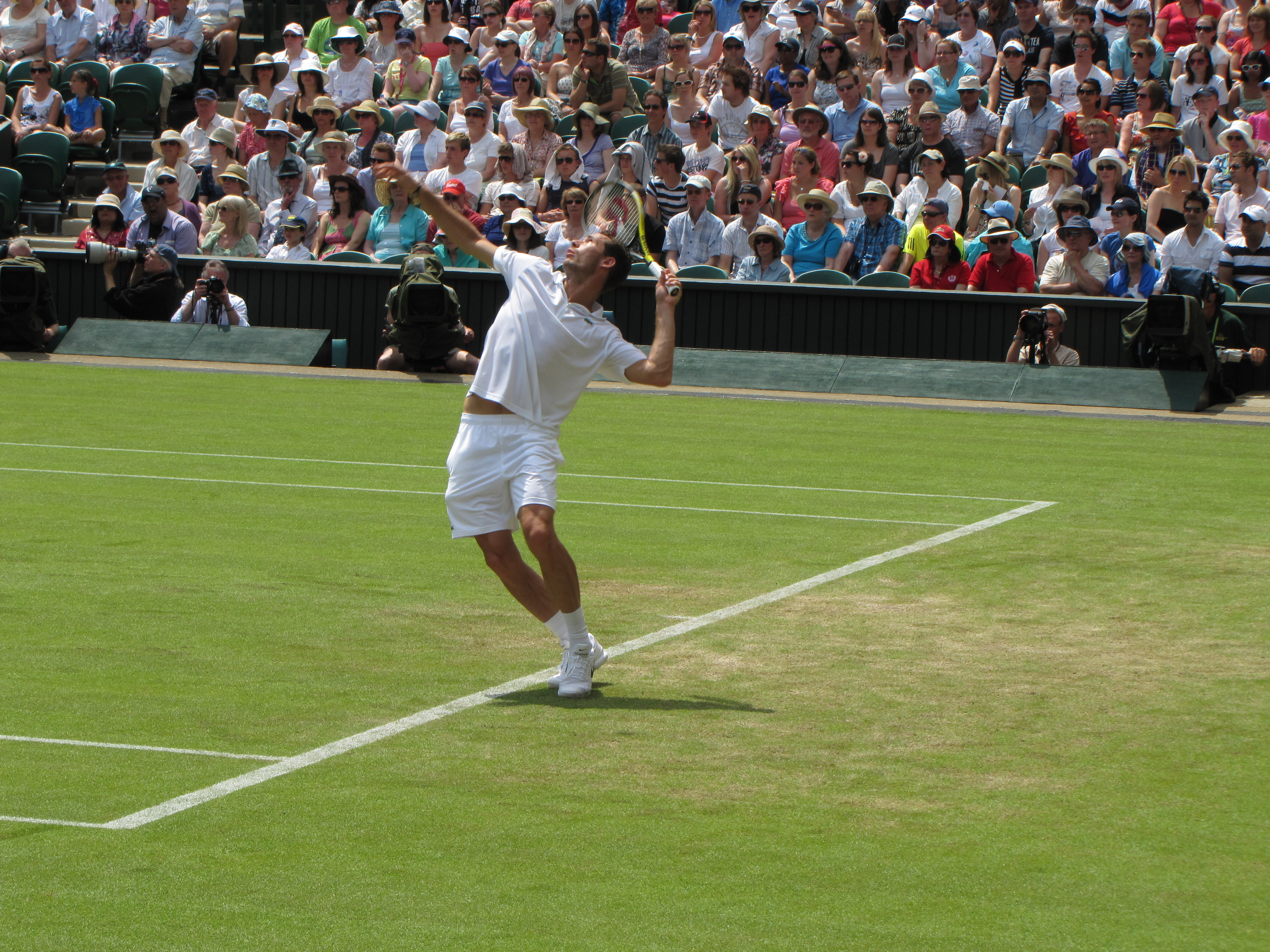
Michaël Llodra lors de Wimbledon 2010.

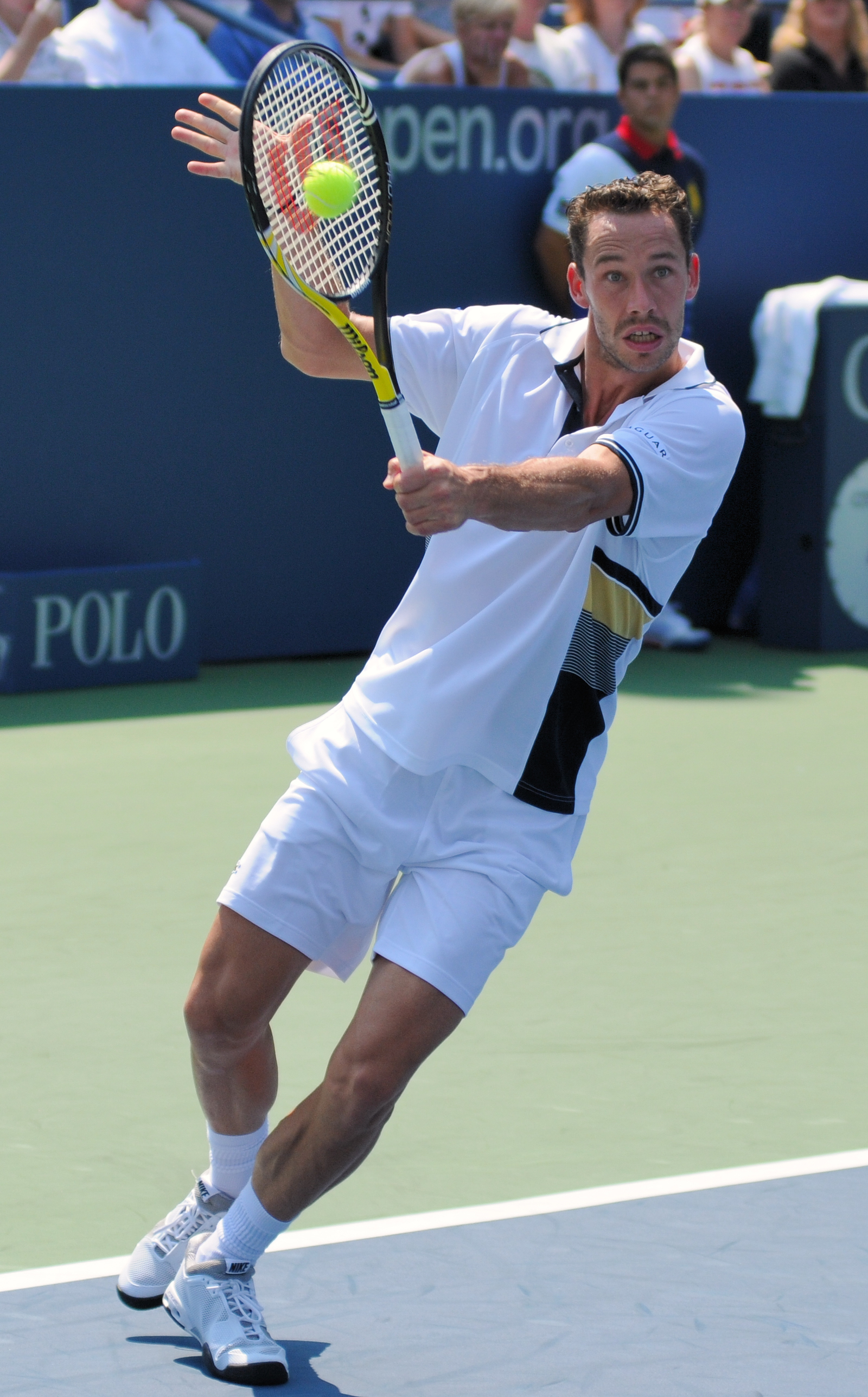
Michaël Llodra à l'US Open en 2010.

En 2010, il remporte l'Open 13 de Marseille en battant notamment Márcos Baghdatís (7-62, 6-4), puis en quart la tête de série no 1 Robin Söderling (7-62, 6-4) en jouant un excellent match dans son registre du service-volée, et Mischa Zverev (6-1, 7-63) pour affronter en finale Julien Benneteau qu'il domine 6-3, 6-4, s'adjugeant ainsi le quatrième titre en simple de sa carrière. En vue de Wimbledon, il bénéficie des conseils d'Amélie Mauresmo qui lui apporte son aide et son expérience. Dans la préparation de cette édition du grand chelem, il atteint les quarts de finale du tournoi du Queen's, après avoir notamment battu Marin Čilić au tour précédent (7-62, 6-2), mais s'incline face à Mardy Fish (6-4, 6-4), puis la semaine suivante remporte le tournoi d'Eastbourne face à Guillermo García-López (7-5, 6-2) après avoir notamment battu Stéphane Robert (6-1, 62-7, 6-4), Gilles Simon (6-1, 6-3) en quart, puis Alexandr Dolgopolov (6-3, 7-5) en demie. À Wimbledon, il est battu au deuxième tour par Andy Roddick.
En juillet, il contribue grandement à la victoire française contre l'équipe d'Espagne, alors double tenante du titre, en quart-de-finale de la Coupe Davis. Le premier jour, Llodra entre en lice contre Fernando Verdasco, no 10 mondial, après la victoire de Gaël Monfils contre David Ferrer. Contre le gaucher espagnol, le Parisien remporte sa première victoire en simple lors d'un match à enjeu (65-7, 6-4, 6-3, 7-62). Il déclare à la suite de ce match : « C’est sans doute la plus belle victoire de ma carrière ». Le lendemain, associé à Julien Benneteau en double, il remporte le troisième point synonyme de victoire de la France au terme d'un match remporté 6-1, 6-2, 66-7, 7-65 contre la paire espagnole Feliciano López-Fernando Verdasco.
Perturbé dans sa préparation à l'US Open par une inflammation de la voûte plantaire gauche, Llodra bat le Tchèque Tomáš Berdych, finaliste en titre de Wimbledon, lors du premier tour en trois sets (7-63, 6-4, 6-4), puis Victor Hănescu (7-6, 6-4, 6-2), avant de chuter au troisième tour contre Tommy Robredo sur abandon (3-6, 7-66, 6-4, 2-1 ab.), le Français étant victime de vertiges. Il obtient cependant à l'issue de l'été son meilleur classement en simple en atteignant la 30e place mondiale et pour la première fois est mieux classé en simple qu'en double.
Aligné d'entrée par Guy Forget, au détriment de Richard Gasquet et de Gilles Simon, lors de la demi-finale de la Coupe Davis contre l'Argentine, Llodra apporte le premier point en dominant Juan Mónaco (7-5, 4-6, 7-5, 6-3) et est associé pour le double avec Arnaud Clément qu'ils remportent 6-4, 7-5, 6-3 face à la paire Eduardo Schwank-Horacio Zeballos. Il est considéré avec ses quatre matchs victorieux (4 points sur 6) lors des deux dernières rencontres comme l'artisan principal, avec Gaël Monfils (2 points sur 6) de l'accession de l'équipe de France à la finale de la Coupe Davis (ce qui n'était pas survenu depuis 2002).
Il atteint la demi-finale du tournoi de Paris-Bercy en battant successivement Potito Starace (6-4, 6-1), John Isner (6-3, 6-4), Novak Djokovic (7-62, 6-2), et Nikolay Davydenko (7-5, 6-1), réalisant ainsi la meilleure performance de sa carrière. Il s'incline contre Robin Söderling (60-7, 7-5, 7-66) malgré trois balles de match dans le dernier set. Cette performance lui permet d'atteindre la 23e place du classement ATP, soit le meilleur classement de sa carrière en simple.
Lors de la finale perdue de Coupe Davis face à l'équipe de Serbie, il remporte le double aux côtés d'Arnaud Clément contre Viktor Troicki et Nenad Zimonjić (4-6, 63-7, 6-4, 7-5, 6-4), mais perd dans le cinquième et dernier match décisif contre Viktor Troicki (2-6, 2-6, 3-6).

#### 2011
Début 2011, il dispute l'Open d'Australie, où il s'incline en simple dès le deuxième tour contre le jeune joueur canadien Milos Raonic (64-7, 3-6, 63-7). Associé à Nenad Zimonjić pour le double, ils atteignent les quarts de finale, battus par Mahesh Bhupathi et Leander Paes.
Lors du tournoi de Marseille, il s'incline en quarts contre la tête de série no 1 Robin Söderling, alors qu'il était tenant du titre. Aux Masters d'Indian Wells et de Miami, il atteint à chaque fois le troisième tour.
Aux Masters de Madrid sur terre battue, après avoir éliminé successivement Sam Querrey (6-2, 6-3), Flavio Cipolla (6-4, 6-2), et Daniel Gimeno-Traver (1-6, 6-4, 7-64), il rencontre pour la première fois de sa carrière Rafael Nadal en quart de finale, qui le bat sèchement. Malgré tout, ce résultat lui permet d'atteindre à 30 ans son meilleur classement ATP en simple avec la 21e place mondiale. Cependant, il perd au premier tour de Roland-Garros, battu par Steve Darcis (7-6, 3-6, 3-6, 2-6) classé alors 135e au classement ATP. En double en revanche, il parvient, associé à Nenad Zimonjić, à accéder aux demi-finales du tournoi, où il s'incline contre la paire Max Mirnyi - Daniel Nestor.
Lors de la saison sur gazon, il atteint le troisième tour du tournoi du Queen's en battant Jaroslav Pospíšil (6-3, 6-2), et Julien Benneteau (6-4, 7-5), mais doit abandonner sur blessure face à Jo-Wilfried Tsonga (3-4 ab.). À Wimbledon, il élimine successivement James Ward (6-3, 7-65, 6-3), Ricardo Mello (6-2, 4-6, 6-2, 6-3), Lu Yen-hsun (6-3, 6-3, 6-1) pour atteindre pour la première fois de sa carrière les huitièmes de finale de son tournoi de prédilection contre Novak Djokovic, match qu'il perd 6-3, 6-3, 6-3. Associé au Serbe Nenad Zimonjić, il se qualifie en double pour les demi-finales, où ils perdent face aux frères Bob et Mike Bryan (4-6, 4-6, 7-68, 7-64, 7-9).
En août, malgré des douleurs aux côtes l'obligeant à abandonner en simple dès le second tour du tournoi de Washington, il parvient à s'imposer en double avec son partenaire habituel Nenad Zimonjić en remportant la finale face à la paire Robert Lindstedt-Horia Tecău (63-7, 7-66, 10-7) pour s'adjuger le 19e titre en double de sa carrière. La semaine suivante, lors des Masters du Canada, après avoir battu Mikhail Youzhny (3-6, 6-3, 7-64), il est de nouveau contraint à l'abandon en simple sur blessure contre Ernests Gulbis (4-6, 0-1). Mais en double, toujours associé à Nenad Zimonjić, ils dominent successivement en demi-finale Max Mirnyi - Daniel Nestor, no 2 mondiaux et en finale, Bob Bryan-Mike Bryan, no 1 mondiaux sur le score de 6-4, 65-7, 10-5,. Il remporte ainsi un second titre en deux semaines, le 20e tournoi et le 3e Masters 1000 de sa carrière en double. La semaine suivante lors des Masters de Cincinnati, il élimine Mikhail Youzhny tête de série no 13 (7-5, 3-6, 7-66) au premier tour pour affronter Fernando Verdasco. Il termine la saison nord-américaine par une défaite au 2e tour de US Open.
Sa fin de saison est plus compliquée avec aucune victoire en simple sur le circuit principal. Il remporte cependant un titre au niveau inférieur avec le challenger d'Orléans. Présent à Londres au Masters de double avec son partenaire Nenad Zimonjić, ils voient leur parcours s'arrêter en poules. Avec son club de Villa Primrose, il remporte le titre de champion de France interclubs. Il apporte le point de la victoire en battant le leader du Tennis club de Paris, Gilles Simon en finale.

#### 2012
Après un tournoi exhibition, Michaël Llodra commence sa saison 2012 lors de l'Open d'Australie, où il bat Ernests Gulbis (2-6, 6-1, 6-2, 6-2), Alex Bogomolov (6-1, 6-3, 4-6, 5-7, 6-4) pour atteindre le 3e tour, battu par Andy Murray (6-4, 6-2, 6-0). Début février, il est sélectionné pour la rencontre contre l'équipe du Canada lors du premier tour de la Coupe Davis, remportant le double avec Julien Benneteau contre la paire Nestor/Raonic (7-6, 7-6, 6-3).
Lors du tournoi de Rotterdam, il s'incline dès son entrée en lice contre Juan Martín del Potro (6-4, 6-7, 6-4). À l'Open de Marseille, il bat successivement Marco Chiudinelli (7-6, 7-6), Alexandr Dolgopolov (6-4, 5-7, 7-6), la révélation du tournoi Albano Olivetti (7-6, 7-5), et Janko Tipsarević (6-4, 7-6) pour atteindre la finale battu par Juan Martín del Potro (6-4, 6-4). Il perd au premier tour des Masters d'Indian Wells contre Ernests Gulbis et écope d'une amende en raison d'insultes à l'égard du public jugées comme un « abus verbal » et une « obscénité audible » par l'ATP World Tour.
Lors des Jeux olympiques de Londres, Michaël Llodra est associé en double à Jo-Wilfried Tsonga. La paire française, tête de série no 2, élimine successivement David Nalbandian/Eduardo Schwank (6-3, 7-5), les Indiens Leander Paes/Vishnu Vardhan (7-63, 4-6, 6-3), les Brésiliens Marcelo Melo/Bruno Soares (6-4, 6-2), puis les Espagnols David Ferrer/Feliciano López (6-3, 4-6, 18-16) mais échoue en finale face aux Américains Bob et Mike Bryan (6-4, 7-64), remportant cependant la médaille d'argent.
Lors du Masters de Paris-Bercy, il bat au premier tour Daniel Gimeno-Traver (7-5, 6-3). Alors classé 121e à l'ATP, il crée la surprise lors des deux tours suivants, en battant le no 11 mondial John Isner (6-4, 7-6) puis le huitième joueur mondial Juan Martín del Potro (6-4, 6-3) qui restait sur deux victoires dans les derniers tournois auxquels il avait participé. Il bat au tour suivant le tombeur de Novak Djokovic, Sam Querrey (7-6, 6-3) mais s'incline en demi-finale face à David Ferrer (5-7, 3-6) sans avoir pu concrétiser les dix balles de break du premier set. Cette performance lui permet de gagner 69 places au classement ATP, pour figurer au 52e rang en fin de saison 2012.

#### 2013
Michaël Llodra commence sa saison lors de l'Open d'Australie, où il perd au premier tour contre Jo-Wilfried Tsonga (4-6, 5-7, 2-6). Après une victoire en double, associé à Julien Benneteau, lors du premier tour de la coupe Davis contre l'équipe d'Israël, il enchaîne l'open de Montpellier atteignant, après avoir notamment battu le no 9 mondial Janko Tipsarević (6-3, 7-64), la demi-finale, où il s'incline contre Benoît Paire (6-4, 3-6, 1-6) ; il gagne cependant la finale en double associé à Marc Gicquel face à la paire Johan Brunström - Raven Klaasen lors d'un match disputé (6-3, 3-6, 11-9). Poursuivant sur le tournoi de Dubaï, il bat Jo-Wilfried Tsonga (7-63, 6-2) au premier tour mais s'incline contre Dmitri Toursounov (65-7, 6-2, 3-6) ; cependant, associé à Mahesh Bhupathi, il remporte son 25e titre en double en battant en finale la paire Robert Lindstedt - Nenad Zimonjić (7-66, 7-66).
Lors des Internationaux de Roland-Garros, il passe le premier tour face à son partenaire de club Steve Darcis (6-4, 4-6, 6-1, 6-4) mais chute au deuxième tour face à Milos Raonic (5-7, 6-3, 63-7, 2-6). En double, associé à Nicolas Mahut, il se défait notamment de Max Mirnyi - Horia Tecău, tête de série no 5, et de Marcel Granollers - Marc López, tête de série no 2, pour atteindre sa deuxième finale à Roland-Garros après celle de 2004. La paire française s'incline en trois sets (4-6, 6-4, 6-7) face aux numéros un mondiaux de la spécialité, les frères Bob Bryan - Mike Bryan. À l'US Open, Michaël Llodra est battu sèchement dès le 1er tour par Andy Murray 6-2, 6-4, 6-3, à peine remis d'une déchirure au coude survenue à Wimbledon.
Lors des Masters de Paris-Bercy, il est battu au premier tour par Grigor Dimitrov (7-65, 3-6, 3-6).

#### 2014
Il annonce plusieurs mois avant le début de la saison que 2014 serait sûrement sa dernière année sur le circuit en simple.
Il atteint la demi-finale de l'Open d'Australie en double avec Nicolas Mahut. Il n'est cependant pas retenu pour la rencontre de Coupe Davis contre l'Australie, il s'agit de sa première absence dans le groupe en plus de dix ans. Il se rattrape lors du quart de finale contre l'Allemagne, en remportant le double avec Julien Benneteau, ce qui s'avère décisif pour relancer l'équipe de France qui était alors menée 2-0.
À Rotterdam, il gagne son premier titre en association avec Nicolas Mahut. Le physique de Michaël Llodra devient capricieux et une blessure au dos empêche le duo de défendre sa chance à Roland Garros. Le scénario se répète à Wimbledon où, s'ils n'abandonnent pas cette fois, ils ne peuvent pas évoluer à 100% lors de la demi-finale.
Blessé au coude, il ne joue quasiment plus après Wimbledon. Il fait ses adieux en simple aux Internationaux de Vendée et se fait ensuite opérer de cette blessure en décembre. Il connait une rechute et ne fera pas, comme prévu initialement, son retour en double en 2015.

### Reconversion
Il renonce à jouer la saison 2015 sur terre battue et début novembre 2015, il confirme qu'il ne fera pas son retour sur les courts en tant que joueur professionnel.
Michaël Llodra est engagé par France Télévisions comme consultant pour commenter Roland Garros. Il poursuit l'expérience de consultant en travaillant pour Wimbledon avec BeIN Sports. Il devient également ambassadeur du tournoi de Bordeaux, puis co-ambassadeur de l'Open d'Orléans.
Il fait partie du staff, particulièrement pour aider le double, de l'équipe de Belgique lors de la finale 2015 de la Coupe Davis.
En novembre 2015, il sort un livre sur sa vie intitulé Jeu, set et cash aux éditions du Moment.
Le 29 novembre 2017, il est nommé directeur de l’Open de Deauville, seul tournoi de tennis sur gazon naturel en France.
Michaël Llodra est caviste et négociant en vins et spiritueux dans le centre de Bordeaux depuis 2019. Entre 2012 et 2015, il avait ouvert avec Arnaud Clément un bar à vin à Dijon. Fin 2024, il investit dans la création d'un club de padel à Beaune.

## Style de jeu
Michaël Llodra est un gaucher pratiquant quasi systématiquement le service-volée (à l'instar de Nicolas Mahut ou Ivo Karlović) ; pouvant dépasser les 230 km/h en première balle. Il possède un jeu à la volée de haute qualité reconnu par de nombreux joueurs comme le meilleur de sa génération. Peu efficace en coup droit, il possède par contre un revers lui permettant de trouver des coups très anguleux.

## Palmarès

### En double messieurs
| 26 titres en double | 3 G. Chelem | 3 G. Chelem | 3 G. Chelem | 3 G. Chelem | 1 Masters  | 1 Masters  | 1 Masters   | 1 Masters   | 3 Masters 1000 | 3 Masters 1000 | 3 Masters 1000 | 3 Masters 1000 | 6 ATP 500          | 6 ATP 500          | 6 ATP 500          | 6 ATP 500          | 13 ATP 250         | 13 ATP 250         | 13 ATP 250     | 13 ATP 250     | 0 JO           | 0 JO           | 0 JO           | 0 JO           |
| 26 titres en double | 18 sur dur  | 18 sur dur  | 18 sur dur  | 18 sur dur  | 18 sur dur | 18 sur dur | 1 sur gazon | 1 sur gazon | 1 sur gazon    | 1 sur gazon    | 1 sur gazon    | 1 sur gazon    | 2 sur terre battue | 2 sur terre battue | 2 sur terre battue | 2 sur terre battue | 2 sur terre battue | 2 sur terre battue | 5 sur moquette | 5 sur moquette | 5 sur moquette | 5 sur moquette | 5 sur moquette | 5 sur moquette |

## Classements ATP en fin de saison
En simple
| Année | 1997 | 1998 | 1999 | 2000 | 2001 | 2002 | 2003 | 2004 | 2005 | 2006 | 2007 | 2008 | 2009 | 2010 | 2011 | 2012 | 2013 | 2014 |
| Rang  | 959  | 704  | 267  | 162  | 90   | 103  | 173  | 41   | 139  | 98   | 92   | 40   | 67   | 23   | 47   | 53   | 107  | 268  |

En double
| Année | 1998 | 1999 | 2000 | 2001 | 2002 | 2003 | 2004 | 2005 | 2006 | 2007 | 2008 | 2009 | 2010 | 2011 | 2012 | 2013 | 2014 |
| Rang  | 383  | 271  | 93   | 67   | 28   | 12   | 12   | 9    | 36   | 17   | 18   | 49   | 29   | 5    | 33   | 24   | 26   |

Source : (en) Classements de Michaël Llodra sur le site officiel de la Fédération internationale de tennis

## Distinctions
- Chevalier de l'ordre national du Mérite (décret du 31 décembre 2012)[49]